# Boletinellus
 (janvier 2013).
Si vous disposez d'ouvrages ou d'articles de référence ou si vous connaissez des sites web de qualité traitant du thème abordé ici, merci de compléter l'article en donnant les références utiles à sa vérifiabilité et en les liant à la section « Notes et références ».
Genre
Boletinellus est un genre de champignons de la famille des Boletinellaceae. Il était autrefois classé dans la famille des Boletinellaceae, mais les recherches phylogénétiques récentes[Quand ?][réf. incomplète] ont réintégré le genre dans la famille des Boletaceae.[réf. nécessaire]

## Taxonomie
Boletinellus Murrill, 1909

## Description du sporophore
Cuticule sèche, généralement glabre mais parfois finement tomenteuse, une texture douce. Chair jaunâtre pâle, rarement cyanescente. Hyménium tubulé, très décurrent et avec une orientation radiale bolétinoïde, parfois sublamellé,
jaune terne, puis cyanescent brunâtre. Stipe latéral ou excentrique, très rarement près du centre, sec, essentiellement glabre. Sporée brun olive, spores ovoïdes à presque globuleuses, lisses.

## Habitat
Non mycorhizien.
L'espèce Boletinellus merulioides est très répandue dans l'est de l'Amérique du Nord, où elle est associée à Fraxinus, mais n'est pas mycorhizienne. Elle est au contraire associée à un puceron parasite limité aux racines du Fraxinus. Il y a un rapport bien documenté sur son apparition à Kyushu, au Japon.[réf. nécessaire]

## Classification
Sous-ordre des Sclerodermatineae.
- Boletinellus castanellus (Peck) Murrill 1909  > synonyme de Bothia castanella (Peck) Halling, T.J. Baroni & Manfr. Binder 2007
- Boletinellus exiguus (Singer & Digilio) Watling 1997
- Boletinellus  memfioides
- Boletinellus merulioides (Schwein.) Murrill 1909
- Boletinellus monticola (Singer) Watling 1997
- Boletinellus paluster (Peck) Murrill 1909
- Boletinellus porosus
- Boletinellus rompelii (Pat. & Rick) Watling 1997

## Liste d'espèces
Selon Catalogue of Life (28 octobre 2013) et Index Fungorum (28 octobre 2013) :
- Boletinellus exiguus (Singer & Digilio) Watling 1997
- Boletinellus glandulosus Peck 1909
- Boletinellus merulioides (Schwein.) Murrill 1909
- Boletinellus monticola (Singer) Watling 1997
- Boletinellus proximus (Singer) Murrill 1946
- Boletinellus rompelii (Pat. & Rick) Watling 1997

Selon NCBI (28 octobre 2013) :
- Boletinellus exiguus
- Boletinellus merulioides
- Boletinellus rompelii